# Bei Dao
Bei Dao ( simplified Chinese       'Ilha do Norte', nascido em 2 de agosto de 1949) é o pseudônimo do escritor sino-americano Zhao Zhenkai (S: 赵振开, T: 趙振開, P: Zhào Zhènkāi). Entre os poetas de língua chinesa mais aclamados de sua geração, ele é frequentemente considerado um candidato ao Prêmio Nobel de Literatura. Além da poesia, é autor de contos, ensaios e um livro de memórias. Conhecido como um dissidente, ele é um proeminente representante de uma escola de poesia conhecida no Ocidente como "Misty" ou "Obscure" Poetry.
Nascido em Pequim antes do estabelecimento da República Popular da China, Bei Dao serviu como membro da Guarda Vermelha em sua juventude. Porém, desiludido com a Revolução Cultural, participou do Incidente da Praça da Paz Celestial de 1976 e co-fundou um influente jornal literário, chamado Jintian (Hoje), que chegou a ser oficialmente banido da China. Depois que sua poesia e ativismo serviram de inspiração para os protestos da Praça Tiananmen em 1989, Bei Dao foi banido da China e entrou em um período de exílio no Ocidente, vivendo e ensinando em vários países antes de se estabelecer nos Estados Unidos. Ele foi autorizado a retornar à China continental desde 2006, mas não o fez, exceto para breves visitas. Em 2007, ingressou no corpo docente da Universidade Chinesa de Hong Kong. Em 2009, tornou-se cidadão americano.
Bei Dao foi descrito como tendo desempenhado um papel significativo na criação de uma nova forma de poesia na literatura chinesa, que é frequentemente vista como uma reação às críticas artísticas da era Mao. Em particular, sua poesia é conhecida pela experimentação linguística e por abraçar a complexidade, até mesmo o paradoxo, em sua exploração da individualidade.
Atualmente, Bei Dao reside em Hong Kong, onde é Professor Honorário de Humanidades na Universidade Chinesa de Hong Kong.

## Biografia

### Família e início da vida
Bei Dao nasceu em Pequim, China, em 2 de agosto de 1949. Ele é o mais velho de três filhos de Zhao Jinian (falecido em 2003), um executivo de seguros, e Zhao Mei Li (nascida Sun), um médico.
Bei Dao nasceu em uma família notável. Do lado de seu pai, ele traça sua linhagem até o reinado do imperador Kangxi, quando seu ancestral, Zhao Bingyan, era governador da província de Hunan e vice-ministro da justiça. Durante a Rebelião de Taiping, seu tataravô, Zhao Jingxian, ganhou fama por defender a cidade de Huzhou contra um cerco rebelde por mais de dois anos. Quando o imperador Xianfeng foi informado de sua morte, ele emitiu um decreto imperial de louvor, ordenou o pagamento de reparações à família, estabeleceu um salão ancestral para a família em Huzhou e registrou a vida de Zhao Jingxian no Arquivo Oficial de História Nacional. O bisavô de Bei Dao foi diretor do Bureau de Manufatura de Guangdong e se aposentou como diretor do Bureau de Manufatura de Xangai. No entanto, devido à guerra e conflitos internos na China, a fortuna da família diminuiu, e seu avô paterno ganhava a vida modestamente vendendo pinturas e pergaminhos antes de morrer quando o pai de Bei Dao ainda era criança.
Enquanto o lado paterno da família foi defensor e beneficiário da Dinastia Qing, o lado materno da família de Bei Dao desempenhou um papel importante na derrubada do império. Seu avô materno, Sun Haixia, era membro da sociedade Tongmenghui fundada por Sun Yat-sen, que acabou se tornando presidente provisório da China pós-imperial. Durante a Revolta de Wuchang, Sun Haixia foi aclamado como um herói por tomar uma importante estação telegráfica. Além de fundar uma escola secundária em Hubei, ele mais tarde atuou como diretor do departamento de telecomunicações de Chengdu e depois dirigiu o departamento de telecomunicações de Xangai. Após o estabelecimento da República Popular da China, uma das tias maternas de Bei Dao foi enfermeira pessoal da esposa de Mao Zedong, Jiang Qing. Entre seus tios, um era vice-prefeito de Wuhan, e outro era vice-presidente do Partido Zhi Gong da China, um dos oito partidos políticos oficialmente permitidos na República Popular da China.
O pai de Bei Dao foi autodidata e passou em um teste para conseguir um emprego em um banco. Mais tarde, ele foi cofundador da People's Insurance Company of China e vice-secretário de propaganda da Associação Chinesa para a Promoção da Democracia (CAPD), um partido político. Os pais de Bei Dao se casaram em Xangai e se estabeleceram em Pequim um ano antes do nascimento do poeta. Eles moravam no distrito de Xicheng da cidade, que faz fronteira com a Cidade Proibida e é conhecido como o lar das classes média e alta. Bei Dao cresceu em Sanbulao ("Três Nunca Velhos") Hutong, uma rua com o nome de seu morador mais famoso, o almirante Zheng He.

Apesar do status profissional de seus pais, Bei Dao não teve uma educação despreocupada. Devido às políticas do " Grande Salto Adiante " de Mao Zedong, que transferiu recursos para garantir uma sociedade socialista, o pai de Bei Dao foi designado para administrar os assuntos acadêmicos do recém-criado Instituto Central do Socialismo e a família experimentou as dificuldades do Grande Fome Chinesa. Escrevendo em suas memórias, City Gate, Open Up, Bei Dao descreve sua memória daquele período:
A fome devorou gradualmente nossas vidas. Dropsy tornou-se comum. A saudação usual de todos mudou de "Você já comeu" para "Você já teve hidropisia", então as pernas da calça foram puxadas para cima e cada um usou os dedos para testar o grau de doença do outro.
Como muitos jovens chineses, Bei Dao juntou-se aos Jovens Pioneiros da China. Ele frequentou a Beijing Middle School nº 13, onde seus professores elogiaram sua escrita. Ele então fez o teste na elite Beijing No. 4 High School. Porém, não conseguiu se formar: em 1966, quando Bei Dao tinha dezesseis anos, Mao Zedong lançou a Revolução Cultural, que fechou a escola. (Em 2011, ao receber um doutorado honorário da Brown University, Bei Dao comentou que foi o primeiro diploma que ele recebeu.)

### Revolução Cultural

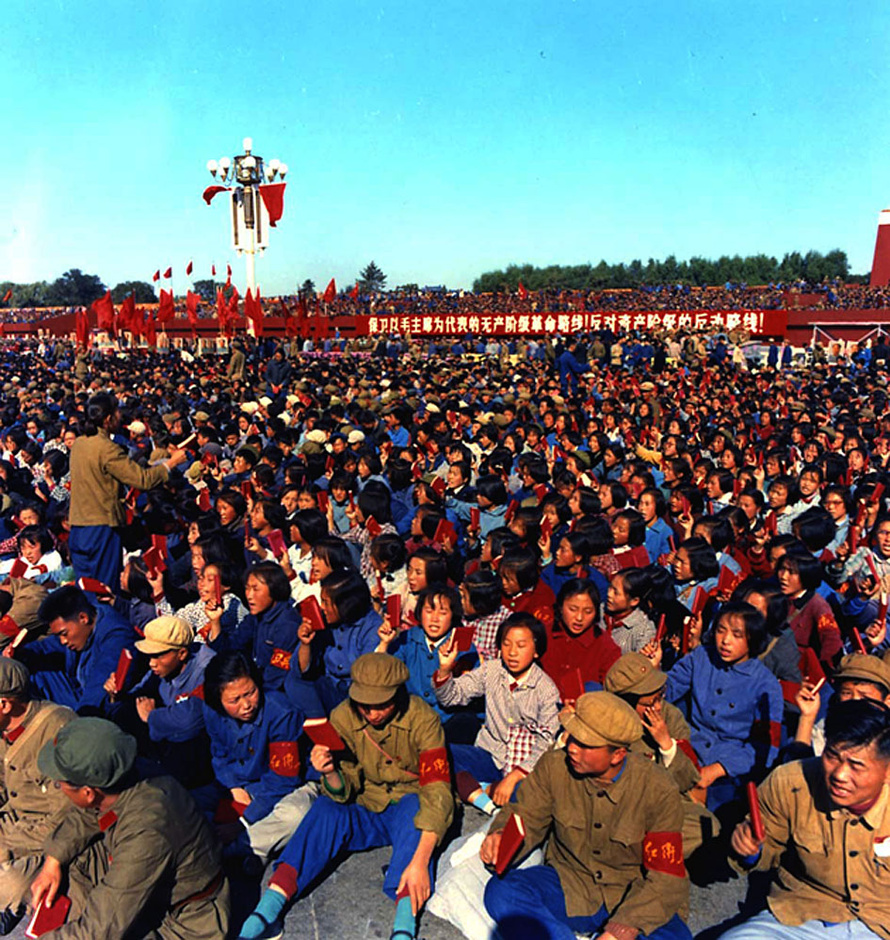
Guardas Vermelhos na Praça da Paz Celestial, 1966

Não tendo sido selecionado para entrar no Exército Popular de Libertação, Bei Dao passou os primeiros dois anos da Revolução Cultural imerso em atividades políticas como membro de uma facção da Guarda Vermelha baseada em sua escola. Inicialmente, ele criou cartazes denunciando seus ex-professores. Ele liderou um grupo de adolescentes envergonhando publicamente um vizinho, raspando a cabeça do homem à força na rua e prendendo-o brevemente. Ele se mudou para um dormitório em sua escola, que se tornou um centro de atividade revolucionária, hospedando vários comitês e "sessões de luta". Os estudantes ali formaram uma comuna composta por duas facções da Guarda Vermelha dedicadas a promover os ideais da revolução, para a qual Bei Dao auxiliou na divulgação de propaganda. Em uma viagem regional em 1966, ele e seus companheiros membros da Guarda Vermelha ajudaram a pôr fim ao cerco à estação de trem de Anting por manifestantes antimaoístas, um incidente que deu origem à Comuna do Povo de Xangai. Mais tarde, durante o movimento " Down to the Countryside ", ele se juntou a delegações para observar os esforços de educação fora de Pequim.
Em 1967, o Partido Comunista da China rejeitou oficialmente os Guardas Vermelhos devido às suas táticas frequentemente violentas e efeito perturbador na economia nacional, e no ano seguinte conseguiu em grande parte desmantelar o movimento. Bei Dao, como muitos ex-membros da Guarda Vermelha, foi designado para "reeducação pelo trabalho". A partir de 1969, ele passou o restante da Revolução Cultural como membro de uma equipe de construção fora de Pequim. Como resultado dessa experiência, durante a qual viveu entre os pobres, passou a rejeitar as políticas maoístas e a propaganda comunista.
No início dos anos 1970, Bei Dao começou a se concentrar na escrita. Seus primeiros poemas atraíram elogios do aclamado poeta Bing Xin, a quem o pai de Bei Dao se reportava no CAPD. Durante as visitas a Pequim, sua casa se tornou um ponto de encontro para amigos e aspirantes a artistas. Essas reuniões eram monitoradas pelo comitê político do bairro e, em uma ocasião, a polícia invadiu a casa de um membro do grupo. Para evitar chamar a atenção, Bei Dao escrevia sozinho em sua cozinha tarde da noite. Em 1974, ele compôs o primeiro rascunho de sua novela, "Waves", em uma câmara escura sob o pretexto de que estava revelando fotografias.
No geral, a Revolução Cultural foi um período tumultuado para Bei Dao e sua família. Como ele, seus irmãos foram mandados para missões de "reeducação pelo trabalho". Seus pais foram enviados para a May Seventh Cadre School para passar por uma "reforma do pensamento ideológico"; acusados de viver um estilo de vida burguês (para, entre outras coisas, empregar uma babá), eles enfrentaram isolamento, interrogatório e trabalhos forçados. A família ficou assim separada durante grande parte da década em que as políticas da Revolução Cultural estavam em vigor. Em 1968, a tia de Bei Dao cometeu suicídio depois de se tornar o foco de uma investigação do governo. Em julho de 1976, sua irmã morreu ao tentar resgatar uma pessoa que estava se afogando. Em suas memórias, Bei Dao escreve: "Neste ponto crucial da minha vida, tentei reavaliar o passado e perscrutar o futuro, mas tudo parecia confuso, indiscernível, meu coração vazio, vazio".

### Eventos de 1989
No outono de 1988, Bei Dao, sua esposa e filha voltaram para Pequim. Em sua casa, ele e seus colegas redigiram uma petição pedindo a libertação de ativistas pró-democracia como Wei Jingsheng. Bei Dao e mais de trinta colegas assinaram e divulgaram publicamente o documento em fevereiro de 1989. Quando o governo denunciou a petição, Bei Dao e outros ativistas deram uma entrevista coletiva para anunciar um esforço organizado para promover a democracia e os direitos humanos na China.
Em abril de 1989, quando irromperam protestos liderados por estudantes na Praça da Paz Celestial, Bei Dao estava em San Francisco, participando de uma conferência. "Todos os dias", escreveu ele, "meus olhos estavam fixos no desenvolvimento da situação em casa". Os manifestantes recitaram ou exibiram versos da poesia de Bei Dao - particularmente de seus poemas "A Resposta" e "Declaração" - em cartazes e faixas. No mês seguinte, esteve na Holanda para um encontro do PEN Internacional, onde sua presença no palco fez com que a delegação chinesa saísse em protesto. Em 4 de junho de 1989, quando os militares chineses encerraram à força as manifestações da Praça Tiananmen, resultando em um grande número de baixas, Bei Dao estava em Berlim Ocidental como escritor residente no Programa de Artistas em Berlim do DAAD. Ele descreveu aquele dia como "um pesadelo" que o deixou "totalmente abatido".
Citando a influência de Bei Dao por meio de sua defesa e escrita, o governo chinês o proibiu de retornar à China. Sua esposa e filha permaneceram em Pequim e foram impedidas de se juntar a ele. Vários outros Misty Poets também foram exilados: Gu Cheng, Duo Duo e Yang Lian. Falando a canais de televisão estrangeiros após sua fuga da China, a líder do protesto estudantil Chai Ling demonstrou a influência do trabalho de Bei Dao quando citou seu poema, "Declaração": "Não vou me ajoelhar no chão / permitir que os carrascos pareçam altos / para melhor obscurecer o vento da liberdade".

### Exílio

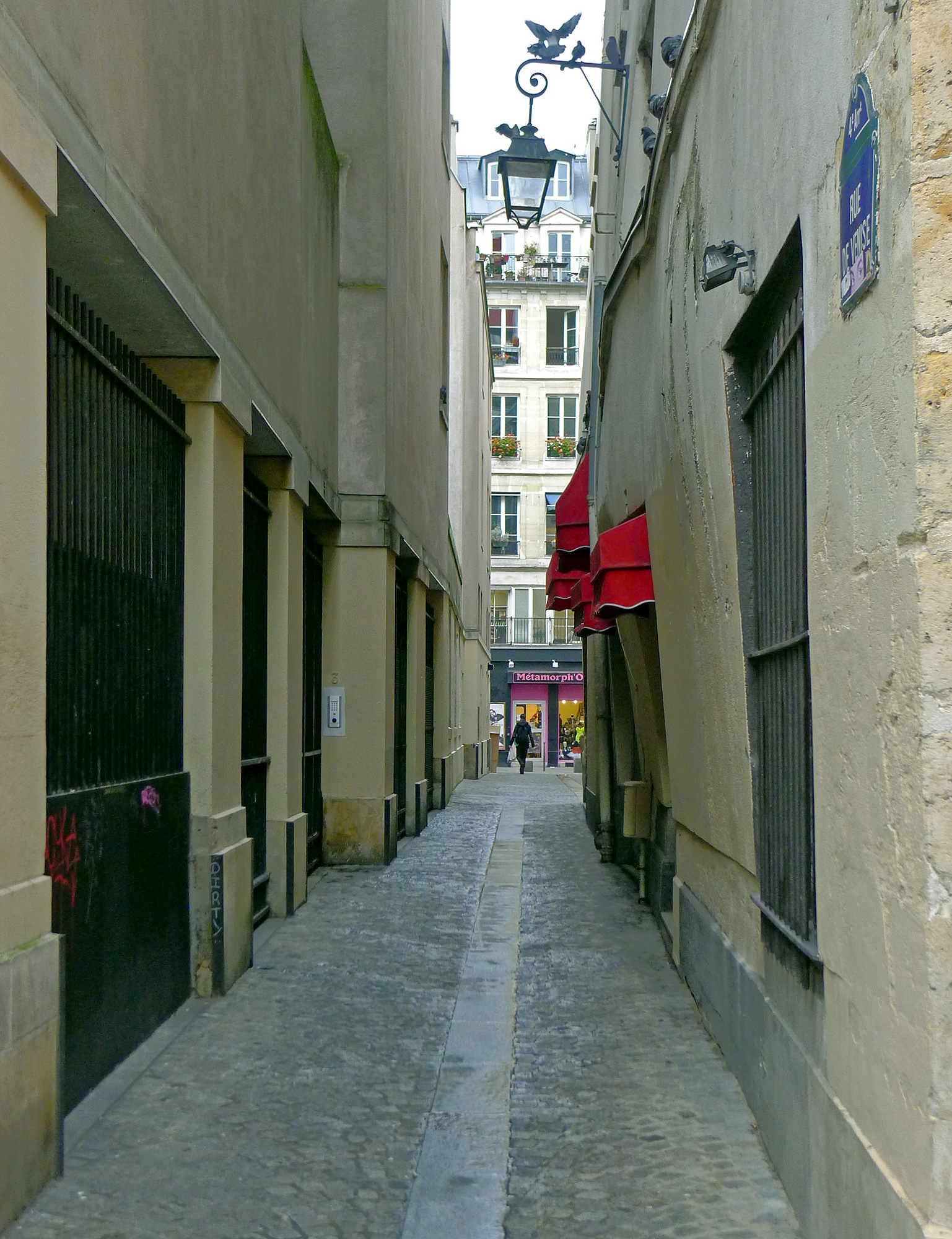
Rue de Venise, onde Bei Dao morava em Paris

Preso na Europa, Bei Dao mudou-se de um país para outro. Após seu mandato como escritor visitante em Berlim Ocidental, ele passou grande parte de 1990 na Escandinávia, onde, em Oslo, ele e outros exilados decidiram reviver Jintian como um jornal de emigrados. Seu exílio forçado atraiu a atenção da mídia global, bem como aumentou o interesse por seu trabalho. Por exemplo, além de convites para falar em conferências literárias internacionais, duas coleções de sua obra apareceram nos Estados Unidos simultaneamente: uma coleção de poesia, The August Sleepwalker, e uma coleção de ficção, Waves. Escrevendo no The New York Times Book Review, o sinólogo Jonathan Spence elogiou os livros como "poderosos" e "surpreendentes e belos". Em 1991, Bei Dao mudou-se para Paris, onde morou na Rue de Venise, em frente ao Centro Pompidou. Outra coleção de poesia, Old Snow, apareceu em inglês naquele ano.
No ano acadêmico de 1992-93, Bei Dao foi escritor residente na Universidade de Leiden, na Holanda. De volta a Paris no verão de 1993, ele cofundou o Parlamento Internacional de Escritores, uma organização dedicada a ajudar autores que precisam de refúgio ou asilo. No outono de 1993, ele foi nomeado o McCandless Chair em Humanidades na Eastern Michigan University. No ano seguinte, foi professor visitante da Universidade de Michigan. Sua terceira coleção de poesia publicada em inglês, Forms of Distance, foi então publicada. Embora tenha recebido apoio de várias instituições e indivíduos, sua separação da família pesou muito; ele falou sobre o sofrimento emocional que experimentou durante esse período. Em 1994, ele tentou retornar à China, mas foi detido ao chegar ao Aeroporto Internacional da Capital de Pequim e depois deportado.
Em 1995, ele aceitou um cargo de professor de um ano na Universidade da Califórnia em Davis. Naquele ano, ele se reencontrou com sua esposa e filha, que tiveram permissão para deixar a China, e ele pôde ver seus pais durante uma visita a Paris. Sua quarta coleção de poesia a ser publicada em inglês, Landscape Over Zero, também apareceu em 1995. Ao todo, apoiado por uma bolsa Guggenheim, ele permaneceu em Davis, Califórnia, por cinco anos. Ele e sua esposa acabaram se divorciando e sua filha voltou para Pequim para continuar seus estudos.
Para o ano acadêmico de 2000-01, Bei Dao assumiu o cargo de Lois and Willard Mackey Chair em Escrita Criativa no Beloit College. Durante aquele ano, uma coleção de ensaios, Blue House, e uma coleção de poesias, Unlock, foram publicadas em inglês. Em 2001, depois que seu pai ficou gravemente doente, Bei Dao recebeu permissão para visitá-lo em Pequim; sua visita em dezembro daquele ano marcou sua primeira vez na China desde 1989. A experiência o levou a começar a trabalhar em um livro de memórias sobre sua juventude.
Em 2002, Bei Dao se juntou a uma delegação do Parlamento Internacional de Escritores—incluindo Russell Banks, José Saramago, Wole Soyinka, Breyten Breytenbach, Vincenzo Consolo, Juan Goytisolo e Christian Salmon—para uma visita ao poeta Mahmoud Darwish no território palestino da Cisjordânia. A visita causou uma disputa diplomática entre Israel e Portugal depois que Israel se opôs à caracterização pública de José Saramago da política israelense em relação aos palestinos. A visita atraiu mais atenção quando a delegação se reuniu com o líder palestino Yasser Arafat. Bei Dao descreveu a viagem em um ensaio, "Midnight's Gate", que se tornou o título de uma coleção de ensaios publicados em inglês em 2005.
Entre 2002 e 2005, Bei Dao baseou-se principalmente na cidade de Nova York. Ele lecionou na Stony Brook University, e passou um semestre como escritor visitante na University of Alabama. Nesse período, casou-se novamente e teve um filho. De 2005 a 2007, foi escritor residente na Universidade de Notre Dame.

### Hong Kong e os últimos trabalhos

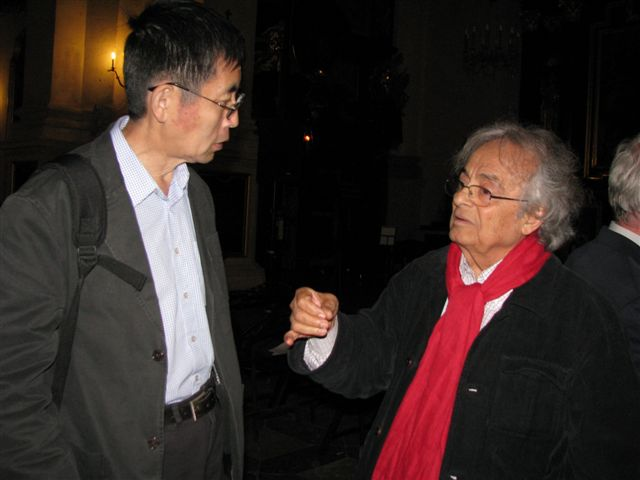
Bei Dao com o poeta sírio Adunis, 2011

Em 2006, o governo chinês permitiu que Bei Dao retornasse permanentemente à China. No entanto, em 2007, ele se mudou para Hong Kong, onde lhe foi oferecido um cargo de professor permanente na Universidade Chinesa de Hong Kong. Suas visitas ao continente têm sido raras. Por exemplo, em 2011 ele fez uma visita surpresa ao Festival Internacional de Poesia do Lago Qinghai, onde foi cercado por admiradores. Em 2009, ele se naturalizou cidadão americano. Em 2010, seu livro de memórias, City Gate, Open Up, apareceu em chinês (apareceu em inglês em 2017) e, no mesmo ano, uma retrospectiva de sua poesia, The Rose of Time: New and Selected Poems, foi publicada em inglês.
A partir de 2014, Bei Dao atuou como editor de uma série de livros para crianças, iniciativa que empreendeu depois de se decepcionar com a qualidade da poesia que seu filho aprendia na escola.
Além do ensino, Bei Dao organizou duas iniciativas de poesia em Hong Kong: em 2009, lançou as Noites Internacionais de Poesia em Hong Kong, que, desde 2017, está sob os auspícios da Hong Kong Poetry Festival Foundation; ele também lançou uma série de escritores visitantes em cooperação com a Lee Hysan Foundation, que traz dois autores estrangeiros a Hong Kong a cada ano e publica seus trabalhos em chinês pela Oxford University Press.

## Honras
Bei Dao ganhou inúmeros prêmios por sua escrita. Honras concedidas por seu corpo de trabalho incluem:
- Prêmio PEN/Barbara Goldsmith Freedom to Write (Estados Unidos, 1990) [64]
- Prêmio Tucholsky (Suécia, 1990) [65]
- Academia Americana de Artes e Letras, Membro Honorário (1996) [66]
- Guggenheim Fellowship for Creative Arts (Estados Unidos, 1998) [67]
- Prêmio Internacional de Poesia Argana (Marrocos, 2002) [68]
- Prêmio Literário Jeanette Schocken (Alemanha, 2005) [69]
- Doutorado Honorário, Brown University (2011) [70]
- Prêmio Cikada (Suécia, 2014) [71]
- Prêmio Golden Wreath das Struga Poetry Evenings (Norte da Macedônia, 2015) [72]
- Prêmio Barbara Fields-Siotis (Grécia, 2020)[73]

Desde seu exílio da China, Bei Dao tem sido mencionado na imprensa como candidato ao Prêmio Nobel de Literatura, com várias fontes afirmando que ele foi indicado ao prêmio inúmeras vezes. Em pelo menos uma ocasião, rumores atraíram repórteres a sua casa na expectativa de que ele venceria.
Em 1996, foi finalista do Neustadt International Prize for Literature, e em 2008 foi nomeado Puterbaugh Fellow na Universidade de Oklahoma.
Bei Dao foi, e continua a ser, um orador de destaque em instituições e eventos culturais em todo o mundo, incluindo o Poetry International Festival Rotterdam, o Prague Writers' Festival, o PEN World Voices Festival e muitos outros. Seus livros foram traduzidos para mais de 30 idiomas e seus poemas foram amplamente antologizados.